# Fragmipedium

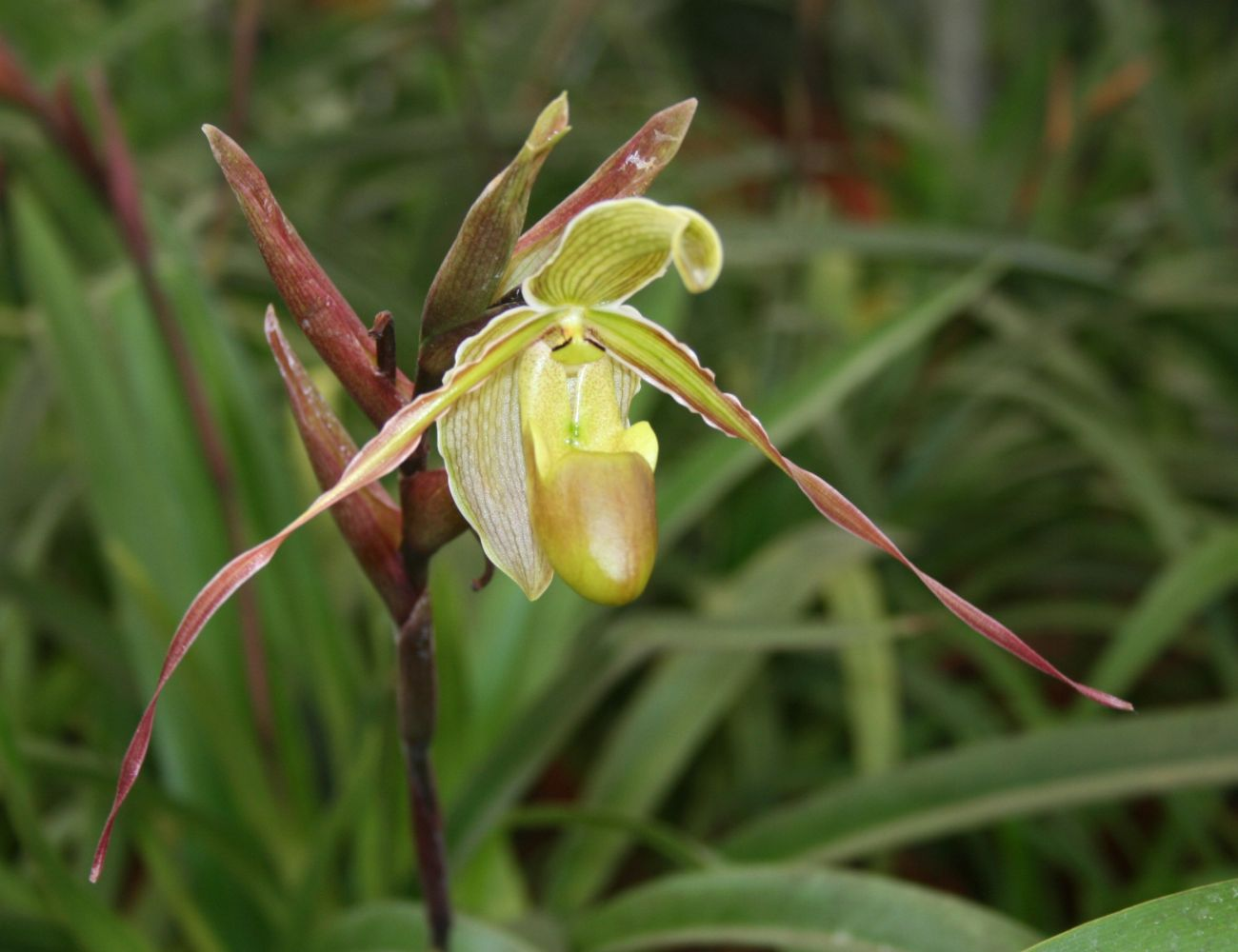
P. longifolium

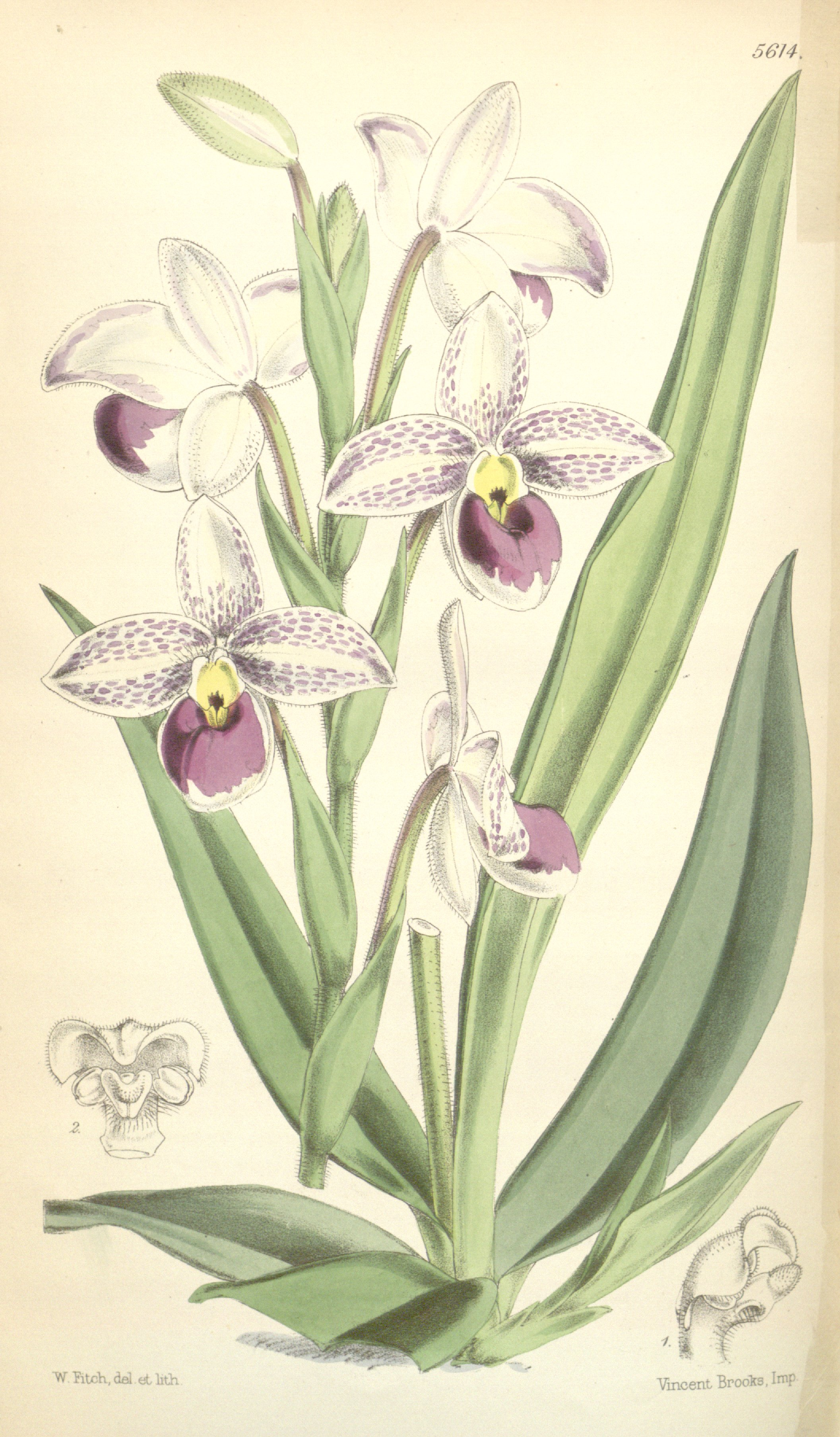
P. schlimii

Fragmipedium (Phragmipedium) – rodzaj roślin z rodziny storczykowatych (Orchidaceae). Liczy około 24 gatunków i 7 hybryd występujących w strefie tropikalnej Ameryki Południowej i Środkowej. Dominują gatunki naziemne, choć do rodzaju należą też epifity i naskalne epility. Ze względu na efektowne kwiaty niektóre gatunki fragmipedium są uprawiane jako rośliny pokojowe lub ogrodowe.

## Morfologia
PokrójStorczyki o wzroście sympodialnym, pozbawione pseudobulw.
LiścieWyrastają w dwóch naprzeciwległych rzędach. Są skórzaste, za młodu złożone.
KwiatyOkazałe, skupione po kilka lub wiele w gronach lub wiechach na szczycie łodygi, szybko odpadają. Górny listek zewnętrznego okółka jest wolny i wznosi się nad warżką. Dwa pozostałe listki okółka zewnętrznego są zrośnięte i znajdują się za warżką, która jest charakterystycznie workowato rozdęta. Boczne dwa listki okółka wewnętrznego są odchylone na bok lub opadają. Przypominają górny listek zewnętrznego okółka lub są silniej wydłużone. Prętosłup jest krótki i masywny, zwieńczony jest tarczowatym prątniczkiem, za którym znajdują się dwa płodne pręciki (kwiat diandryczny). Znamię znajduje się na szczycie kolumny. Zalążnia jest trójkomorowa.
Rodzaje podobnePafiopedilum (Paphiopedilum) ma zalążnię jednokomorową i występuje w Azji południowo-wschodniej. Obuwik (Cypripedium) ma okwiat zasychający, a nie odpadający i występuje w strefie klimatu umiarkowanego.

## Systematyka
Pozycja systematyczna według Angiosperm Phylogeny Website (aktualizowany system APG III z 2009)
Jeden z pięciu rodzajów podrodziny obuwikowych (Cypripedioideae) stanowiącej grupę siostrzaną dla kladu obejmującego storczykowe (Orchidoideae) i epidendronowe (Epidendroideae) w obrębie storczykowatych (Orchidaceae), będących kladem bazalnym w rzędzie szparagowców (Asparagales) w obrębie jednoliściennych. Dawniej rośliny tego rodzaju zaliczano do rodzajów Selenipedium i Cypripedium.
Wykaz gatunków
- Phragmipedium andreettae P.J.Cribb & Pupulin
- Phragmipedium anguloi Braem, Tesón & Manzur
- Phragmipedium besseae Dodson & J.Kuhn
- Phragmipedium boissierianum (Rchb.f. & Warsz.) Rolfe
- Phragmipedium cabrejosii Damian, M.Díaz & Pupulin
- Phragmipedium caricinum (Lindl. & Paxton) Rolfe
- Phragmipedium caudatum (Lindl.) Rolfe
- Phragmipedium christiansenianum O.Gruss & Roeth
- Phragmipedium dalessandroi Dodson & O.Gruss
- Phragmipedium fischeri Braem & H.Mohr
- Phragmipedium guianense Sambin & Braem
- Phragmipedium hirtzii Dodson
- Phragmipedium humboldtii (Warsz.) J.T.Atwood & Dressler
- Phragmipedium klotzschianum (Rchb.f.) Rolfe
- Phragmipedium kovachii J.T.Atwood, Dalström & Ric.Fernández
- Phragmipedium lindenii (Lindl.) Dressler & N.H.Williams
- Phragmipedium lindleyanum (R.H.Schomb. ex Lindl.) Rolfe
- Phragmipedium longifolium (Warsz. & Rchb.f.) Rolfe
- Phragmipedium pearcei (Veitch ex J.Dix) Rauh & Senghas
- Phragmipedium ramiroi Kolan. & Szlach.
- Phragmipedium sargentianum (Rolfe) Rolfe
- Phragmipedium schlimii (Linden ex Rchb.f.) Rolfe
- Phragmipedium vittatum (Vell.) Rolfe
- Phragmipedium warszewiczianum (Rchb.f.) Schltr.

Mieszańce międzygatunkowe
- Phragmipedium × brasiliense Quené & O.Gruss Quené & O.Gruss
- Phragmipedium × daguense Braem & Tesón Braem & Tesón
- Phragmipedium × narinense Tesón & Braem Tesón & Braem
- Phragmipedium × pfitzerianum O.Gruss O.Gruss
- Phragmipedium × richteri Roeth & O.Gruss Roeth & O.Gruss
- Phragmipedium × roethianum O.Gruss & Kalina O.Gruss & Kalina
- Phragmipedium × talamancanum Pupulin & M.Díaz Pupulin & M.Díaz